# Marcin Maron
Marcin Maron (ur. 1972) – polski filmoznawca, doktor habilitowany nauk humanistycznych w Katedrze Sztuki Mediów Cyfrowych Uniwersytetu Marii Curie-Skłodowskiej w Lublinie.

## Życiorys
Absolwent Wydziału Operatorskiego Realizacji Telewizyjnej i Fotografii Państwowej Wyższej Szkoły FIlmowej, Telewizyjnej i Teatralnej w Łodzi (2000). Doktoryzował się w 2009 roku na podstawie rozprawy doktorskiej Doświadczenie czasu w filmach Wojciecha J. Hasa, wydanej rok później pod nazwą Dramat czasu i wyobraźni. Filmy Wojciecha J. Hasa. Rozprawa doktorska Marona poświęcona była twórczości polskiego reżysera Wojciecha Jerzego Hasa; za jej publikację Maron otrzymał nominację do nagrody im. Bolesława Michałka przyznawanej przez miesięcznik „Kino”. Habilitację uzyskał w 2020 roku na podstawie wydanej rok wcześniej rozprawy Romantyzm i kino. Idee i wyobrażenia romantyczne w filmach polskich reżyserów z lat 1947-1990. Członek Polskiego Towarzystwa Badań nad Filmem i Mediami, laureat nagrody za wybitne osiągnięcia naukowe przyznanej przez Komitet Nauk o Sztuce Polskiej Akademii Nauk.